# Copa Sevilla 2009
Il Copa Sevilla 2009 è un torneo professionistico di tennis maschile giocato sulla terra gialla, che faceva parte dell'ATP Challenger Tour 2009. Si è giocato a Siviglia in Spagna dal 7 al 13 settembre 2009.

## Partecipanti

### Teste di serie
| Nazionalità | Giocatore             | Ranking* | Testa di serie |
| ----------- | --------------------- | -------- | -------------- |
| Spagna      | Daniel Gimeno Traver  | 101      | 1              |
| Spagna      | Rubén Ramírez Hidalgo | 115      | 2              |
| Spagna      | Santiago Ventura      | 118      | 3              |
| Spagna      | Iván Navarro          | 119      | 4              |
| Spagna      | Pere Riba             | 157      | 5              |
| Spagna      | Pablo Andújar         | 172      | 6              |
| Brasile     | Júlio Silva           | 197      | 7              |
| Regno Unito | James Ward            | 203      | 8              |

- Ranking al 31 agosto 2009.

### Altri partecipanti
Giocatori che hanno ricevuto una wild card:
- Agustín Boje Ordóñez
- Carlos Boluda Purkiss
- Steven Diez
- Alberto Rodríguez Cervantes

Giocatori passati dalle qualificazioni:
- Enrico Burzi
- Guillermo Olaso
- Albert Ramos Viñolas
- Gabriel Trujillo Soler

## Campioni

### Singolare
Pere Riba ha battuto in finale  Albert Ramos Viñolas con il punteggio di 7–6(2), 6–2.

### Doppio
Treat Conrad Huey /  Harsh Mankad hanno battuto in finale  Alberto Brizzi /  Simone Vagnozzi con il punteggio di 6–1, 7–5.